# Simon Elliott
Simon Elliott (10 de junio de 1974 en Wellington) es un ex futbolista neozelandés que jugaba de mediocampista y actual entrenador del Sacramento Republic. 
Desempeñó su carrera en diversos clubes de Nueva Zelanda y los Estados Unidos, exceptuando por un paso de dos años por el Fulham inglés. En total, cosechó 10 títulos, uno en su país de origen y nueve en clubes estadounidenses, logrando todos los títulos posibles en la Major League Soccer norteamericana.
Con la selección neozelandesa disputó 69 partidos y convirtió 6 goles. Es el segundo futbolista que más veces representó a Nueva Zelanda. Con los All Whites se coronó campeón en la Copa de las Naciones de la OFC en 2002 y 2008, además de jugar la Copa FIFA Confederaciones en 2003 y 2009 y la Copa Mundial en 2010.

## Carrera

### Como jugador
Debutó en 1992 jugando para el Wellington United. En 1993 pasó al Wellington Olympic donde jugó por tres temporadas. En 1996 pasó al Miramar Rangers, club con el que ganó la Central Premier League en 1997. Luego del éxito regional con los Rangers, Elliott firmó con el Western Suburbs.
En 1997 viajó a los Estados Unidos para estudiar en la Universidad de Stanford, y continúo jugando al fútbol para el equipo de dicha universidad. En 1999 los Boston Bulldogs lo ficharon y rápidamente llamó la atención de varias franquicias de la Major League Soccer, siendo contratado por Los Angeles Galaxy el 22 de mayo de ese año. Tuvo un paso muy exitoso por club, ganando la Conferencia Oeste en tres oportunidades, 1999, 2001 y 2002, la Copa de Campeones de la Concacaf en 2000, la U.S. Open Cup en 2001, el MLS Supporters' Shield en 2002 y la Copa MLS en 2002.
Luego de superar las 100 presentaciones con su club durante la temporada 2003, fue vendido al Columbus Crew. En su primera temporada obtuvo el MLS Supporters' Shield y se proclamó primero de la Conferencia Este, aunque la segunda no trajo grandes logros, ya que el Columbus no pudo siquiera alcanzar los playoffs.
En enero de 2006 es adquirido por el Fulham Football Club de la Premier League inglesa. Aunque en la temporada 2006/07 logró 13 apariciones, en la siguiente se lesionó y no logró jugar nunca.
En 2009 volvió a la Major League Soccer, firmando un contrato con el San Jose Earthquakes, aunque el rendimiento de la franquicia ese año fue paupérrima, finalizando en último lugar de la Conferencia Oeste, por lo que en 2010 fue contratado por el Wellington Phoenix, representante neozelandés en la A-League. No tuvo mucha participación, por lo que en 2011 fichó con el Chivas USA, donde decidió dar fin a su carrera.

#### Clubes
| Club                 | País           | Año       |
| -------------------- | -------------- | --------- |
| Wellington United    | Nueva Zelanda  | 1992      |
| Wellington Olympic   | Nueva Zelanda  | 1993-1995 |
| Miramar Rangers      | Nueva Zelanda  | 1996-1997 |
| Western Suburbs      | Nueva Zelanda  | 1997      |
| Stanford Cardinal    | Estados Unidos | 1997-1998 |
| Boston Bulldogs      | Estados Unidos | 1999      |
| Los Angeles Galaxy   | Estados Unidos | 1999-2003 |
| Columbus Crew        | Estados Unidos | 2004-2005 |
| Fulham               | Inglaterra     | 2006-2008 |
| San Jose Earthquakes | Estados Unidos | 2009      |
| Wellington Phoenix   | Nueva Zelanda  | 2010      |
| Chivas USA           | Estados Unidos | 2011      |

#### Selección nacional
Jugó su primer partido representando a Nueva Zelanda en 1995 ante Singapur, en el que convirtió un gol. En 2000 fue convocado para la Copa de las Naciones de la OFC, donde los All Whites cayeron en la final ante Australia. En la edición 2002, los Kiwis, con Simon entre sus integrantes, tomaron venganza y batieron a los australianos en la final, logrando el tercer título continental de Nueva Zelanda.
Disputó la Copa FIFA Confederaciones 2003, jugada en Francia, donde Nueva Zelanda cayó en sus tres presentaciones y en 2004 fue parte del plantel que se vio superado por las Islas Salomón en la Copa de las Naciones de la OFC, impidiendo a los Kiwis jugar la final por cuarta vez consecutiva.
En 2008 volvió a conseguir un título internacional, en este caso el torneo continental oceánico, además, ese año fue uno de los tres jugadores mayores de 23 que representó a la nación neozelandesa en los Juegos Olímpicos de Pekín 2008. Un año después, jugó la Copa FIFA Confederaciones 2009 y fue parte del 11 inicial que rescató el único punto que Nueva Zelanda consiguió en esa competición. Fue también parte de los 23 neozelandeses que jugaron la Copa Mundial de 2010, donde los All Whites se retiraron invictos luego de empatar sus tres partidos y quedar eliminados en fase de grupos.

##### Partidos y goles internacionales
| Partidos y goles internacionales | Partidos y goles internacionales | Partidos y goles internacionales             | Partidos y goles internacionales | Partidos y goles internacionales | Partidos y goles internacionales           | Partidos y goles internacionales |
| #                                | Fecha                            | Estadio                                      | Rival                            | Resultado                        | Competición                                | Gol(es)                          |
| -------------------------------- | -------------------------------- | -------------------------------------------- | -------------------------------- | -------------------------------- | ------------------------------------------ | -------------------------------- |
| 1995                             |                                  |                                              |                                  |                                  |                                            |                                  |
| 1                                | 21 de febrero                    | Trustbank Park, Mount Maunganui              | Singapur                         | 3 – 0                            | Amistoso                                   | 1 (1)                            |
| 2                                | 9 de junio                       | Estadio Pater Te Hono Nui, Papeete           | Tahití                           | 1 – 2                            | Amistoso                                   |                                  |
| 3                                | 18 de junio                      | Estadio Regional de Antofagasta, Antofagasta | Chile                            | 1 – 3                            | Copa Centenario del Fútbol Chileno         |                                  |
| 4                                | 20 de junio                      | Estadio Francisco Sánchez Rumoroso, Coquimbo | Turquía                          | 1 – 2                            | Copa Centenario del Fútbol Chileno         |                                  |
| 5                                | 22 de junio                      | Estadio Nacional, Santiago                   | Paraguay                         | 2 – 3                            | Copa Centenario del Fútbol Chileno         |                                  |
| 6                                | 25 de junio                      | Estadio Parque Artigas, Paysandú             | Uruguay                          | 0 – 7                            | Amistoso                                   |                                  |
| 7                                | 28 de junio                      | Estadio Atilio Paiva Olivera, Rivera         | Uruguay                          | 2 – 2                            | Amistoso                                   |                                  |
| 8                                | 10 de noviembre                  | Queen Elizabeth II Park, Christchurch        | Australia                        | 0 – 0                            | Copa de las Naciones de la OFC 1996        |                                  |
| 9                                | 15 de noviembre                  | Breakers Stadium, Newcastle                  | Australia                        | 0 – 3                            | Copa de las Naciones de la OFC 1996        |                                  |
| 1996                             |                                  |                                              |                                  |                                  |                                            |                                  |
| 10                               | 28 de junio                      | Estadio de los Trabajadores, Pekín           | China                            | 0 – 2                            | Amistoso                                   |                                  |
| 11                               | 29 de septiembre                 | Sultan Qaboos Sports Complex, Muscat         | Omán                             | 1 – 0                            | Amistoso                                   | 1 (2)                            |
| 12                               | 1 de octubre                     | Sultan Qaboos Sports Complex, Muscat         | Omán                             | 2 – 1                            | Amistoso                                   |                                  |
| 13                               | 3 de octubre                     | Dhahran                                      | Arabia Saudita                   | 0 – 3                            | Amistoso                                   |                                  |
| 14                               | 5 de octubre                     | Doha                                         | Catar                            | 2 – 3                            | Amistoso                                   |                                  |
| 15                               | 9 de octubre                     | Estadio Ciudad Deportiva Beirut, Beirut      | Líbano                           | 1 – 1                            | Amistoso                                   |                                  |
| 1997                             |                                  |                                              |                                  |                                  |                                            |                                  |
| 16                               | 18 de enero                      | Lakeside Stadium, Melbourne                  | Australia                        | 0 – 1                            | Amistoso                                   |                                  |
| 17                               | 22 de enero                      | Suncorp Stadium, Brisbane                    | Noruega                          | 0 – 3                            | Amistoso                                   |                                  |
| 18                               | 25 de enero                      | Sydney Football Stadium, Sídney              | Corea del Sur                    | 1 – 3                            | Amistoso                                   |                                  |
| 19                               | 31 de mayo                       | Hubert Murray Stadium, Puerto Moresby        | Papúa Nueva Guinea               | 0 – 1                            | Clasificación para la Copa Mundial de 1998 |                                  |
| 20                               | 7 de junio                       | Govind Park, Ba                              | Fiyi                             | 1 – 0                            | Clasificación para la Copa Mundial de 1998 |                                  |
| 21                               | 11 de junio                      | Estadio North Harbour, Auckland              | Papúa Nueva Guinea               | 7 – 0                            | Clasificación para la Copa Mundial de 1998 | 1 (3)                            |
| 22                               | 18 de junio                      | Estadio North Harbour, Auckland              | Fiyi                             | 5 – 0                            | Clasificación para la Copa Mundial de 1998 |                                  |
| 23                               | 28 de junio                      | Estadio North Harbour, Auckland              | Australia                        | 0 – 3                            | Clasificación para la Copa Mundial de 1998 |                                  |
| 24                               | 6 de julio                       | Parramatta Stadium, Sídney                   | Australia                        | 0 – 2                            | Clasificación para la Copa Mundial de 1998 |                                  |
| 2000                             |                                  |                                              |                                  |                                  |                                            |                                  |
| 25                               | 14 de enero                      | Estadio Tianhe, Cantón                       | China                            | 0 – 1                            | Amistoso                                   |                                  |
| 26                               | 16 de enero                      | Estadio Tianhe, Cantón                       | Jamaica                          | 1 – 2                            | Amistoso                                   | 1 (4)                            |
| 27                               | 21 de enero                      | Estadio North Harbour, Auckland              | Corea del Sur                    | 0 – 1                            | Amistoso                                   |                                  |
| 28                               | 23 de enero                      | Arena Manawatu, Palmerston North             | Corea del Sur                    | 0 – 0                            | Amistoso                                   |                                  |
| 29                               | 21 de junio                      | Estadio Pater Te Hono Nui, Papeete           | Vanuatu                          | 3 – 1                            | Copa de las Naciones de la OFC 2000        |                                  |
| 30                               | 25 de junio                      | Estadio Pater Te Hono Nui, Papeete           | Islas Salomón                    | 2 – 0                            | Copa de las Naciones de la OFC 2000        | 2 (6)                            |
| 31                               | 28 de junio                      | Estadio Pater Te Hono Nui, Papeete           | Australia                        | 0 – 2                            | Copa de las Naciones de la OFC 2000        |                                  |
| 2001                             |                                  |                                              |                                  |                                  |                                            |                                  |
| 32                               | 6 de junio                       | Estadio North Harbour, Auckland              | Tahití                           | 5 – 0                            | Clasificación para la Copa Mundial de 2002 |                                  |
| 33                               | 8 de junio                       | Estadio North Harbour, Auckland              | Islas Cook                       | 2 – 0                            | Clasificación para la Copa Mundial de 2002 |                                  |
| 34                               | 11 de junio                      | Estadio North Harbour, Auckland              | Islas Salomón                    | 5 – 1                            | Clasificación para la Copa Mundial de 2002 |                                  |
| 35                               | 13 de junio                      | Estadio North Harbour, Auckland              | Vanuatu                          | 7 – 0                            | Clasificación para la Copa Mundial de 2002 |                                  |
| 36                               | 20 de junio                      | Westpac Stadium, Wellington                  | Australia                        | 0 – 2                            | Clasificación para la Copa Mundial de 2002 |                                  |
| 37                               | 24 de junio                      | ANZ Stadium, Sídney                          | Australia                        | 1 – 4                            | Clasificación para la Copa Mundial de 2002 |                                  |
| 2002                             |                                  |                                              |                                  |                                  |                                            |                                  |
| 38                               | 12 de julio                      | Mount Smart Stadium, Auckland                | Vanuatu                          | 3 – 0                            | Copa de las Naciones de la OFC 2002        |                                  |
| 39                               | 14 de julio                      | Mount Smart Stadium, Auckland                | Australia                        | 1 – 0                            | Copa de las Naciones de la OFC 2002        |                                  |
| 2003                             |                                  |                                              |                                  |                                  |                                            |                                  |
| 40                               | 27 de mayo                       | Estadio Tynecastle, Edinburgo                | Escocia                          | 1 – 1                            | Amistoso                                   |                                  |
| 41                               | 8 de junio                       | City Stadium, Richmond                       | Estados Unidos                   | 1 – 2                            | Amistoso                                   |                                  |
| 42                               | 18 de junio                      | Stade de France, París                       | Japón                            | 0 – 3                            | Copa FIFA Confederaciones 2003             |                                  |
| 43                               | 20 de junio                      | Estadio Gerland, Lyon                        | Colombia                         | 1 – 3                            | Copa FIFA Confederaciones 2003             |                                  |
| 44                               | 22 de junio                      | Stade de France, París                       | Francia                          | 0 – 5                            | Copa FIFA Confederaciones 2003             |                                  |
| 45                               | 12 de octubre                    | Estadio Azadi, Teherán                       | Irán                             | 0 – 3                            | Copa Desafío AFC/OFC 2003                  |                                  |
| 2004                             |                                  |                                              |                                  |                                  |                                            |                                  |
| 46                               | 29 de mayo                       | Hindmarsh Stadium, Adelaida                  | Australia                        | 0 – 1                            | Copa de las Naciones de la OFC 2004        |                                  |
| 47                               | 31 de mayo                       | Complejo Deportivo Marden, Adelaida          | Islas Salomón                    | 3 – 0                            | Copa de las Naciones de la OFC 2004        |                                  |
| 48                               | 4 de junio                       | Complejo Deportivo Marden, Adelaida          | Tahití                           | 10 – 0                           | Copa de las Naciones de la OFC 2004        |                                  |
| 2008                             |                                  |                                              |                                  |                                  |                                            |                                  |
| 49                               | 6 de septiembre                  | Stade Numa-Daly Magenta, Numea               | Nueva Caledonia                  | 3 – 1                            | Copa de las Naciones de la OFC 2008        |                                  |
| 50                               | 10 de septiembre                 | Estadio North Harbour, Auckland              | Nueva Caledonia                  | 3 – 0                            | Copa de las Naciones de la OFC 2008        |                                  |
| 2009                             |                                  |                                              |                                  |                                  |                                            |                                  |
| 51                               | 3 de junio                       | Estadio Suphachalasai, Bangkok               | Tailandia                        | 1 – 3                            | Amistoso                                   |                                  |
| 52                               | 3 de junio                       | National Stadium, Dar es-Salaam              | Tanzania                         | 1 – 2                            | Amistoso                                   |                                  |
| 53                               | 6 de junio                       | Estadio Nacional, Gaborone                   | Botsuana                         | 0 – 0                            | Amistoso                                   |                                  |
| 54                               | 10 de junio                      | Atteridgeville Super Stadium, Pretoria       | Italia                           | 3 – 4                            | Amistoso                                   |                                  |
| 55                               | 14 de junio                      | Royal Bafokeng Stadium, Rustenburg           | España                           | 0 – 5                            | Copa FIFA Confederaciones 2009             |                                  |
| 56                               | 17 de junio                      | Royal Bafokeng Stadium, Rustenburg           | Sudáfrica                        | 0 – 2                            | Copa FIFA Confederaciones 2009             |                                  |
| 57                               | 20 de junio                      | Ellis Park Stadium, Johannesburgo            | Irak                             | 0 – 0                            | Copa FIFA Confederaciones 2009             |                                  |
| 58                               | 9 de septiembre                  | Estadio Rey Abdullah, Amán                   | Jordania                         | 3 – 1                            | Amistoso                                   |                                  |
| 59                               | 10 de octubre                    | Estadio Nacional de Baréin, Riffa            | Baréin                           | 0 – 0                            | Clasificación para la Copa Mundial de 2010 |                                  |
| 2010                             |                                  |                                              |                                  |                                  |                                            |                                  |
| 60                               | 3 de marzo                       | Estadio Rose Bowl, Pasadena                  | México                           | 0 – 2                            | Amistoso                                   |                                  |
| 61                               | 24 de mayo                       | Melbourne Cricket Ground, Melbourne          | Australia                        | 1 – 2                            | Amistoso                                   |                                  |
| 62                               | 29 de mayo                       | Hypo-Arena, Klagenfurt                       | Serbia                           | 1 – 0                            | Amistoso                                   |                                  |
| 63                               | 1 de junio                       | Estadio Ljudski vrt, Maribor                 | Eslovenia                        | 1 – 3                            | Amistoso                                   |                                  |
| 64                               | 15 de junio                      | Royal Bafokeng Stadium, Rustenburg           | Eslovaquia                       | 1 – 1                            | Copa Mundial de 2010                       |                                  |
| 65                               | 20 de junio                      | Mbombela Stadium, Nelspruit                  | Italia                           | 1 – 1                            | Copa Mundial de 2010                       |                                  |
| 66                               | 24 de junio                      | Estadio Peter Mokaba, Polokwane              | Paraguay                         | 0 – 0                            | Copa Mundial de 2010                       |                                  |
| 67                               | 9 de octubre                     | Estadio North Harbour, Auckland              | Honduras                         | 1 – 1                            | Amistoso                                   |                                  |
| 68                               | 12 de octubre                    | Westpac Stadium, Wellington                  | Paraguay                         | 0 – 2                            | Amistoso                                   |                                  |
| 2011                             |                                  |                                              |                                  |                                  |                                            |                                  |
| 69                               | 1 de junio                       | Invesco Field at Mile High, Denver           | México                           | 0 – 3                            | Amistoso                                   |                                  |

### Como entrenador
Luego de desempeñarse como entrenador de diversas divisiones inferiores del Sacramento Republic, en 2018 se hizo cargo del primer equipo, competidor de la United Soccer League.

#### Clubes
| Club                | País           | Año       |
| ------------------- | -------------- | --------- |
| Sacramento Republic | Estados Unidos | 2018-2019 |

## Palmarés
| Título                 | Club               | País           | Año  |
| ---------------------- | ------------------ | -------------- | ---- |
| Central Premier League | Miramar Rangers    | Nueva Zelanda  | 1997 |
| Conferencia Oeste      | Los Angeles Galaxy | Estados Unidos | 1999 |
| Copa Camp. Concacaf    | Los Angeles Galaxy | Estados Unidos | 2000 |
| U.S. Open Cup          | Los Angeles Galaxy | Estados Unidos | 2001 |
| Conferencia Oeste      | Los Angeles Galaxy | Estados Unidos | 2001 |
| OFC Nations Cup        | Selección nacional | Nueva Zelanda  | 2002 |
| Conferencia Oeste      | Los Angeles Galaxy | Estados Unidos | 2002 |
| MLS Supporters' Shield | Los Angeles Galaxy | Estados Unidos | 2002 |
| Copa MLS               | Los Angeles Galaxy | Estados Unidos | 2002 |
| Conferencia Este       | Columbus Crew      | Estados Unidos | 2004 |
| MLS Supporters' Shield | Columbus Crew      | Estados Unidos | 2004 |
| OFC Nations Cup        | Selección nacional | Nueva Zelanda  | 2008 |